# Abid Ali Abid
Abid Ali Abid (Urdu/Persian: سید عابد علی عابد) là một nhà thơ Pakistan, Urdu và Ba Tư và một nhà giáo dục được sinh ra vào ngày 17 tháng chín năm 1906 tại Dera Ismail Khan, Raj thuộc Anh và mất tại Lahore, Pakistan vào ngày 10 tháng một năm 1971.

## Cuộc đời
Ông viết sách phê bình văn học bằng tiếng Urdu và tiếng Ba Tư. Ông cũng khởi xướng và biên tập một số tạp chí văn học, một trong số đó là Sahifa-Lahore. Ông cũng là một trong những người viết kịch và viết truyện đầu tiên tại Đài phát thanh Pakistan Lahore mới thành lập vào cuối những năm 1940 và 1950. Ông sống sót qua ba cơn đau tim nhưng qua đời vào lần thứ tư vào năm 1971.

## Tác phẩm chọn lọc
- Viết truyện cho các bộ phim, ví dụ như bộ phim âm thanh Talkie đầu tiên, Heer Ranjha (1931) [4]

## Sách và thơ
Để biết danh sách chi tiết, xem 
- Talismaat (Pháp thuật), giả tưởng bằng tiếng Urdu, Hashmi Book Depot Lahore, Pakistan
- Shahbaz Khan, giả tưởng bằng tiếng Urdu, ISBN 969-35-0721-5, Sang-e-Meel Publications, Pakistan
- Main Kabhi Ghazal na Kahta, thơ Urdu, ISBN 969-35-0181-0, Sang-e-Meel Publications, Pakistan
- Usool-E-Intequade-Adabiyat (Quy tắc phê bình văn học)
- Shar-i-Iqbal, (Bình luận thơ của Iqbal), ISBN 969-35-1436-X / 969351436X, Sang-e-Meel Publications, Pakistan
- Political Theory of the Shi'ties, Một phần của lịch sử triết học Hồi giáo.
- Asloob, một cuốn sách Urdu về phê bình văn học
- Albayan, một cuốn sách tiếng Urdu về phê bình văn học
- Al Badeeh (Mohsinaat e Shairi Ka Intaqadi Jaiza): (Phê bình về đặc điểm của thơ Urdu)